# قائمة المعالم الأثرية المصنفة في ولاية قبلي
تحتوي هذه المقالة قائمة المعالم الأثرية المصنفة في ولاية قبلي وهي المعالم والأماكن التاريخية المصنفة والمحمية من قبل المعهد الوطني للتراث في ولاية قبلي في تونس. تحتوي القائمة 7 مواقع.
| رمز المعلم | المدينة           | المعلم                | تاريخ التصنيف | القرار | الإحداثيات | الصورة |
| ---------- | ----------------- | --------------------- | ------------- | ------ | ---------- | ------ |
| 1-73       | اللحقاف           | برج المراقبة الروماني | 01/03/1905    | قرار   |            |        |
| 2-73       | بئر غيزن          | البئر الروماني        | 22/03/1899    | قرار   |            |        |
| 3-73       | بئر غيزن          | برج المراقبة الروماني | 25/03/1892    | قرار   |            |        |
| 4-73       | هنشير الآصنام     | الحصن الروماني        | 22/03/1899    | قرار   |            |        |
| 5-73       | هنشير الخنافير    | برج المراقبة الروماني | 13/03/1912    | قرار   |            |        |
| 6-73       | هنشير أولاد الحاج | البئر الروماني        | 22/03/1899    | قرار   |            |        |
| 7-73       | هنشير أولاد الحاج | برج المراقبة الروماني | 22/03/1899    | قرار   |            |        |

## مقالات ذات صلة
- قائمة المعالم الأثرية المصنفة في تونس
- المعهد الوطني للتراث
- ثقافة تونس
- تاريخ تونس

## روابط خارجية
- القائمة الرئيسية للمعالم التاريخية والأثرية المرتبة والمحمية للبلاد التونسية على موقع المعهد الوطني للتراث.